# 앤서니 조슈아
앤서니 올루와페미 올라세니 조슈아(영어: Anthony Oluwafemi Olaseni Joshua, 1989년 10월 15일~)는 영국의 권투 선수이다. 2012년 하계 올림픽 최중량급에서 금메달을 획득하였으며, 프로 전향 후에는 세계 복싱 협회(WBA), 국제 복싱 연맹(IBF), 세계 복싱 기구(WBO) 헤비급 통합 챔피언에 올랐다.

## 같이 보기
- 올림픽 복싱 메달리스트 목록